# Drosophilidae
Famille
Les Drosophilidae sont une famille de mouches de l'ordre des diptères.

## Liste des sous-familles et des genres
Selon ITIS (26 janvier 2025) :
- sous-famille Drosophilinae
- sous-famille Steganinae

Selon Catalogue of Life (27 févr. 2013) :
- genre Acletoxenus
- genre Allopygaea
- genre Amiota
- genre Apacrochaeta
- genre Apenthecia
- genre Apsiphortica
- genre Baeodrosophila
- genre Balara
- genre Bialba
- genre Cacoxenus
- genre Calodrosophila
- genre Celidosoma
- genre Chymomyza
- genre Cladochaeta
- genre Collessia
- genre Colocasiomyia
- genre Crincosia
- genre Dettopsomyia
- genre Diathoneura
- genre Dichaetophora
- genre Dicladochaeta
- genre Drosophila
- genre Eostegana
- genre Erima
- genre Gitona
- genre Hirtodrosophila
- genre Hypselothyrea
- genre Jeannelopsis
- genre Laccodrosophila
- genre Leucophenga
- genre Liodrosophila
- genre Lissocephala
- genre Lordiphosa
- genre Luzonimyia
- genre Marquesia
- genre Mayagueza
- genre Microdrosophila
- genre Mulgravea
- genre Mycodrosophila
- genre Neorhinoleucophenga
- genre Neotanygastrella
- genre Palmomyia
- genre Palmophila
- genre Paraleucophenga
- genre Paraliodrosophila
- genre Paramycodrosophila
- genre Paraphortica
- genre Pararhinoleucophenga
- genre Parastegana
- genre Phortica
- genre Phorticella
- genre Poliocephala
- genre Pseudiastata
- genre Pseudocacoxenus
- genre Pseudostegana
- genre Pyrgometopa
- genre Rhinoleucophenga
- genre Samoaia
- genre Scaptodrosophila
- genre Scaptomyza
- genre Soederbomia
- genre Sphaerogastrella
- genre Sphyrnoceps
- genre Stegana
- genre Styloptera
- genre Tambourella
- genre Trachyleucophenga
- genre Zaprionus
- genre Zapriothrica
- genre Zaropunis
- genre Zygothrica